# Gnathochorisis xanthocephalus
Gnathochorisis xanthocephalus är en stekelart som först beskrevs av Gabriel Strobl 1904.  Gnathochorisis xanthocephalus ingår i släktet Gnathochorisis och familjen brokparasitsteklar. Inga underarter finns listade i Catalogue of Life.